# Georg Ebers
Georg Ebers (Berlin, 1837. március 1. – Tutzing, 1898. augusztus 7.) német egyiptológus, író, költő.

## Élete

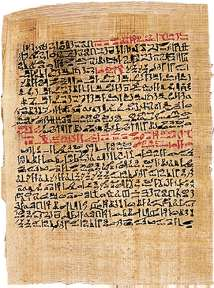
Az Ebers papirusz

Georg Ebers a berlini zsidó felső középosztályból származott. Mindkét szülő áttért a kereszténységre. Ebers-t anyja a Rudolstadt melletti Keilhauba küldte az ottani fiúnevelő intézetbe. Mivel ott nem volt érettségi vizsga, 1852-től a Cottbusi gimnáziumba járt. Egy színésznővel való kapcsolata miatt el kellett hagynia a gimnáziumot, és csak 1857-ben, Quedlinburgban tehette le az érettségit.
Ebers először jogot tanult a göttingeni Georg-August-Universität Göttingenben, ahol csatlakozott a Corps Saxonia diákszövetséghez. Hamarosan egyre jobban kezdett érdeklődni az ókori Egyiptom iránt. Tanára az hieroglifák tanulmányozásában Richard Lepsius volt. 1865-ben Ebers habilitált a jénai Friedrich Schiller Egyetemen, és privát tanár, majd 1869-ben  professzor lett az Egyiptológia területén.
1870-ben kinevezték az Egyiptológia professzorává, 1875-ben pedig megkapta a tanszékvetzetői címét. Miután 1876 óta súlyos beteg volt, elbocsátották, mivel 1887 óta fennálló a  baloldali hangszalagbénulása  nem javult, és megakadályozta abban, hogy előadásokat tartson. Saját kérésére idő előtt nyugdíjba vonulhatott 1889-ben. Nyugdíjas éveit Münchenben töltötte.
1869/70-ben és 1872/73-ban Ebers két expedíciót vezetett Egyiptomba, amelyek során megszerezte a róla elnevezett u.n.  Ebers papiruszt, egy átfogó orvosi kézikönyvet az i. e. 2. évezred közepéről (ma a lipcsei Egyetemi Könyvtár Papiruszgyűjteményében található).
1895-ben felvételt nyert a Bajor Tudományos Akadémia tagjai közé. Tagja volt a Szász Tudományos Akadémiának és az Amerikai Filozófiai Társaságnak.
1865 óta volt a felesége Antonie Loesevitz, aki két lányt hozott a házasságba. A házasságból további hat gyermek született, köztük fia Paul és  lánya Maria Sophia, Marie (sz. 1871. február 4. Lipcsében), aki 1894. augusztus 10-én ment férjhez Heinrich Triepel, az akkori lipcsei magántanárhoz, Heinrich Triepelhez. (1868-1946) házas. Marie Triepel 1949 szeptemberében emlékiratot írt, amely nyomtatásban nem jelent meg.

## Művészeti munkák

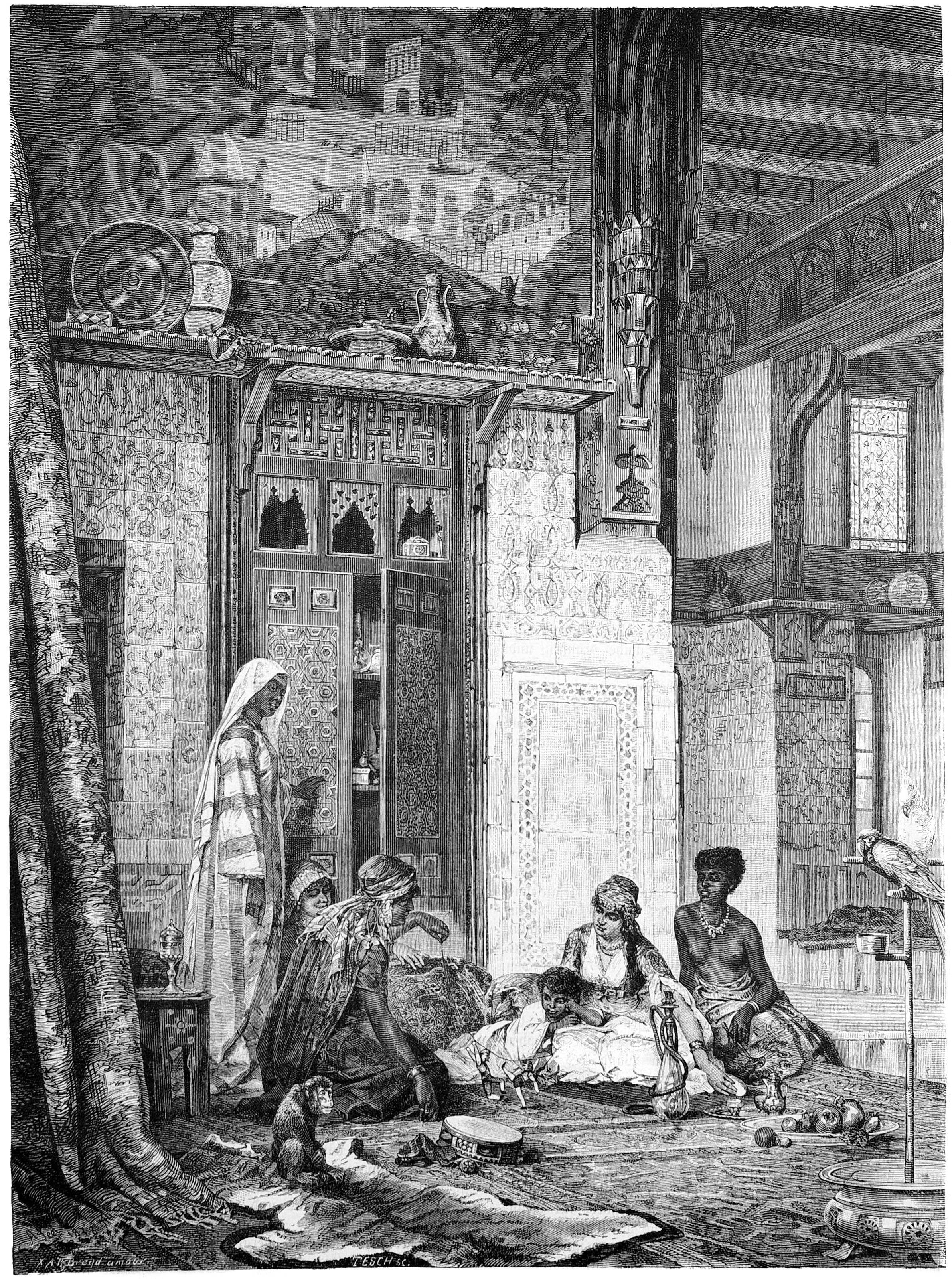
Egy kalifák korabeli háremben, Adolf Seel könyvillusztrációja az Aegypten in Bild und Wort című művéből, amely a Die Gartenlaube című folyóiratban jelent meg, 1878

Az „Egy egyiptomi király lánya” (1864) című regényétől kezdve Ebers számos történelmi regényt írt, amelyek nagy olvasói érdeklődésre találtak. Felix Dahn mellett őt tartják a professzori regény legfontosabb képviselőjének. A regények témáit részben tudományos munkásságának környezetéből, azaz az egyiptomi történelemből, de más korszakokból (középkor) is választotta.
1879 és 1884 között Ebers kiadta a Aegypten in Bild und Wort és a Palästina in Bild und Wort című  luxusköteteket: A kötetek, mintegy 700 fametszettel főként Eduard Hallberger stuttgarti Xylographische Anstalt-jában készült és jelent meg, 40 neves művész és orientalista (köztük Wilhelm és Ismael Gentz, Leopold Carl Müller és Charles Feodor Welsch) tervei alapján.
- Eine ägyptische Königstochter (1864);
- Uarda (1877);
- Homo sum (1878);
- Die Schwestern (1879);
- Der Kaiser (t. i. Hadrianus 1880);
- Die Frau Bürgermeisterin (1881);
- Ein Wort (1882);
- Serapis (1885);
- Die Nilbraut (1887);
- Die Gred (1888);
- Per aspera (1892).
- Eine Frage (idill, 1881);
- Elifen (költemény 1888);
- Josua (1889);
- Drei Märchen (1891)
- Kleopatra (regény).

Önéletrajza: 
- Die Geschichte meines Lebens (1892)

## Művei magyar fordításban
- Homo sum. Regény; ford. Törs Kálmán; Ráth, Bp., 1878
- Ebers György: Egy egyptomi királyleány. Történelmi regény, 1-2.; ford. Huszár Imre; Athenaeum, Bp., 1878–1879
- Uarda. Regény; ford. Jónás János; Ráth Mór, Bp., 1878
- A nővérek. Regény 1-2. köt.; ford. Kacziány Géza; Légrády, Bp., 1880
- Egy polgármesterné. Regény 1-2. köt.; ford. Szász Károly; Révai, Bp., 1882
- Egy szó. Regény; ford. Kacziány Géza; Franklin, Bp., 1884
- Szerapisz. Regény; ford. Szentgyörgyi Vörös Dezső; Athenaeum, Bp., 1885
- Józsua. Regény a bibliai korból; ford. Báttaszéki Lajos; Pallas, Bp., 1890 (Pallas-könyvtár)
- Cicerone a régi és új Egyiptomon át; Pleitz Ny., Nagybecskerek, 1893 (Történeti, nép- és földrajzi könyvtár)
- Uarda. Történeti regény; ifjúsági átdolg. Gaal Mózes; Franklin, Bp., 1904
- Uarda, Egyiptom rózsája. Történelmi regény II. Ramszesz korából; ford. Farkas Tünde; Bastei Budapest, Bp., 1999 (Orion könyvek)
- Egyiptomi királylány. Történelmi regény; ford. Farkas Tünde; Bastei Budapest, Bp., 2000 (Orion könyvek)

## Fordítás
- Ez a szócikk részben vagy egészben  a   Georg Ebers című német Wikipédia-szócikk ezen változatának fordításán alapul.  Az eredeti cikk szerkesztőit annak laptörténete sorolja fel. Ez a jelzés csupán a megfogalmazás eredetét és a szerzői jogokat jelzi, nem szolgál a cikkben szereplő információk forrásmegjelöléseként.